# إيكوزانويد

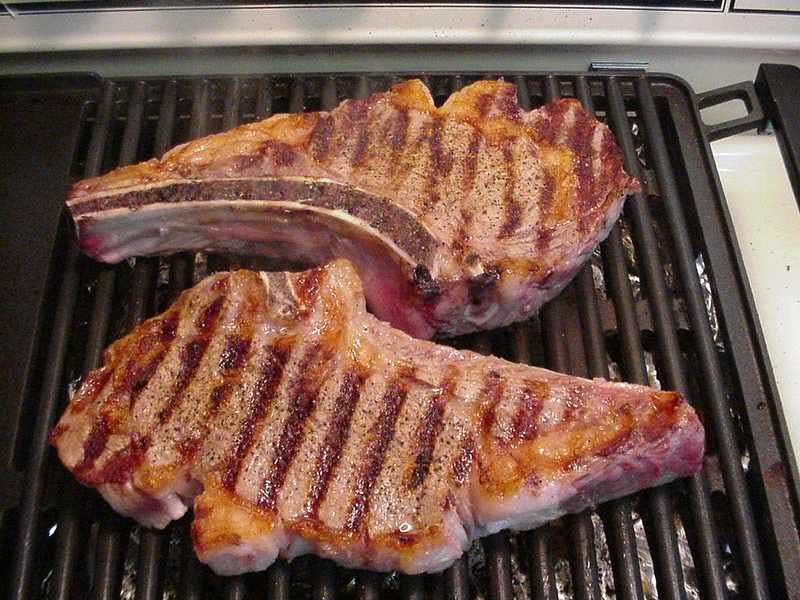

إيكوزانويد (Eicosanoid) هي فئة من الأحماض الدُهْنِيّة غير المُشَبَّعة المُؤَكْسَجة، الداخِلِيُّة المَنْشَأ، المشتقة من حَمْض الأراكيدونيك، والدياغليسربن وهي تشمل بروستاغلاندين، والليوكوترينات، والثرومبوكسان (مادة محرضة للتخثر ومقبضة للأوعية).
هي نواتج أيض حمض الأراكيدونيك، تنتج من فعل الفوسفوليباز (توجد عدة أنواع من هذا الأنزيم) على الشحمي الفسفوري الغشائي. هي عبارة عن عناصر ذائبة في الدهون موجهة للإفراز خارج الخلوي، وتلعب دورا هاما في الكائنات الحية. البروستاغلاندين هي عوامل نظير صماوية وأوتوكرين تقوم بتفعيل العديد من RCPG (مستقبلات غشائية من 7 أجزاء مخترقة للغشاء ومرتبطة مع بروتينات G). كل بروستاغلاندين يحوي 20 ذرة من الكربون من بينها 5 ذرات في حلقة. هي عبارة عن وسائط كيميائية لها الكثير من التأثيرات الفسيولوجية.

## الوظائف
هناك حالياً عشر مستقبلات معروفة للبروستاغلاندين. هذا يعني أنها تعمل على عدد كبير من الخلايا وبالتالي ستمتلك عدد كبير من الوظائف منها مايلي:
- تعمل على انقباض أو تمدد العضلات الملساء في الأوعية الدموية.
- تجميع وتفصل الصفائح الدموية.
- لها دور مهم في الإحساس بالألم.
- تخفض ضغط العين.
- لها دور في عملية الطلق.
- تعمل كوسيط في حالة الالتهاب حيث انها تتحرر من جدار الكريات البيضاء المفصصة وتعمل على جعل التفاعل الالتهابي مزمنا وتسبب الشعور بالألم والحرارة.
- تنظم حركة الكالسيوم.
- تتحكم في تنظيم الهرمونات.
- تتحكم في نمو الخلية.
- تعمل على مركز تنظيم الحرارة في المهاد لزيادة درجة حرارة الجسم.

## روابط خارجية
- Eicosanoids في المكتبة الوطنية الأمريكية للطب نظام فهرسة المواضيع الطبية (MeSH).